# Horacio López Salgado
Horacio López Salgado (* 15. September 1948 in Taxco de Alarcón, Guerrero) ist ein ehemaliger mexikanischer Fußballspieler, der im Angriff agierte.

## Biografie

### Verein
López begann seine Profikarriere 1967 in Diensten des Club América, mit dem er 1971 mexikanischer Meister wurde. Weil er direkt im Anschluss an seinen einzigen Meistertitel mit América zum Stadtrivalen Cruz Azul wechselte, der in den folgenden drei Jahren den Titel-Hattrick gewann, ist López Salgado einer der wenigen Spieler Mexikos, denen das Kunststück gelang, vier Meistertitel in Folge zu gewinnen. Dies gelang ansonsten (fast) ausnahmslos Spielern aus der Epoche des „Campeonísimo“, die mit Chivas Guadalajara zwischen 1959 und 1962 viermal in Folge Meister wurden. Ein für einen Verein noch immer bestehender Rekord in Mexiko.
Insgesamt gewann López Salgado fünf Meistertitel mit Cruz Azul, bevor er 1982 zum Nachbarn Necaxa wechselte, bei dem er seine aktive Laufbahn in der Saison 1982/83 ausklingen ließ.

### Nationalmannschaft
Sein Debüt in der Nationalmannschaft gab López am 22. Dezember 1968 in einem Spiel gegen die Mannschaft der Bundesrepublik Deutschland, das torlos endete. Sein erstes Länderspieltor erzielte er am 15. März 1970 gegen Peru (3:1).
In vier Länderspielen gelang ihm ein „Doppelpack“:
- beim 4:2 gegen Ecuador am 29. April 1970
- beim 2:0 gegen Chile am 26. Januar 1972
- beim 8:0 gegen Niederländisch Antillen am 8. Dezember 1973
- beim 3:1 gegen die USA am 5. September 1974 (es waren zugleich seine letzten Tore für "el Tri")

Sein letztes Länderspiel am 28. Februar 1980 wurde gegen Südkorea mit 0:1 verloren.
Höhepunkt seiner Nationalmannschaftskarriere war die Teilnahme an der im eigenen Land ausgetragenen Fußball-Weltmeisterschaft 1970, bei der er der jüngste Spieler im mexikanischen Kader war. Dort kam er in zwei Vorrundenspielen zum Einsatz: das Eröffnungsspiel gegen die Sowjetunion (0:0) bestritt er in voller Länge und im zweiten Gruppenspiel gegen El Salvador (4:0) kam er zu einem 30-minütigen Einsatz.

## Erfolge
- Mexikanischer Meister: 1971, 1972, 1973, 1974, 1979, 1980
- Campeón de Campeones: 1974